# Egmont Group
 (транскр.  Егмонт груп) је данска медијска корпорација основана и базирана у Копенхагену. Послови корпорације Egmont је традиционално било издаваштво часописа, али је током година прерасла у мас-медију.
У Србији корпорација Egmont послује од 2005. године 

## Издања у Србији
- Дизнијеви класици (2009. - 2020.)